# Pseudaraeopus sacchari
Pseudaraeopus sacchari är en insektsart som först beskrevs av Frederick Arthur Godfrey Muir 1913.  Pseudaraeopus sacchari ingår i släktet Pseudaraeopus och familjen sporrstritar. Inga underarter finns listade i Catalogue of Life.